# Thomas Ahlsén Band
Thomas Ahlsén Band var ett rockband från Borås som bildades i proggrörelsens slutskede. Bandet hade koppling till föreningen Musikhuset, numera Rockborgen.
Medlemmar var Thomas Ahlsén på sång, Örjan Hill på elpiano och orgel, Stefan Karlsson på gitarr, flöjt och stämsång, Johan Norberg på bas, Rickard Olsson på trummor och stämsång samt Stefan Sandberg på gitarr, saxofon och sång. År 1979 kom deras enda album "Fåtölj...", utgivet på det lokala skivbolaget Knäpp (skivnummer 033-1). Flera av texterna är skrivna av Görgen Antonsson, bland annat "Gud bevare kungen", om vilken på konvolutet sägs: "Texten kan synas vulgär och naiv, men det är också monarkin".
Gitarristen Stefan Sandberg spelar numera bland annat tillsammans med Peps Persson.